# Második Marica menti csata
A második Marica menti csata (törökül: Çirmen Muharebesi) 1371. szeptember 26-án zajlott le a Marica folyó mentén, Ormenio település közelében, a mai Görögország területén a Szerb Királyság és az Oszmán Birodalom között, megsemmisítő szerb vereséggel.
Egyes történészek szerint az első és második Marica menti csata tulajdonképpen egy és ugyanaz a csata volt. Ezt látszik alátámasztani a harcoló seregek létszáma és a csata menete, illetve eredménye. Viszont ennek ellentmond az ütközet helyszíne: mindkét csata a Marica folyónál zajlott, de két különböző települést említenek a források. Továbbá az első csatában több keresztény ország egyesült hadai harcoltak, míg a másodikban csak szerbek. A két csatát török részről különböző hadvezérek vezették: az első főparancsnoka Hacı İlbey volt, akit azonban a sikeréért irigységből 1365-ben megmérgezett Lala Sahin pasa, aki a második csatában vezette a török hadakat.

## A csata lefolyása
A támadást a szerbek indították. Céljuk a török főváros, Edirne (Drinápoly) elfoglalása volt. A szerb hadsereg létszámára vonatkozóan eltérő becslések léteznek, ezek általában 20 és 70 ezer fő közé teszik a létszámukat. Annyi biztos, hogy a szerbek többszörös létszámfölényben voltak a lényegesen kisebb létszámú török haddal szemben, amelynek nagyságát Laonikosz Khalkokondülész, bizánci görög történetíró 800 fősre teszi.
A szerbek nem véletlenül indították ekkor a támadást, hiszen I. Murád szultán seregével együtt éppen Kis-Ázsiában tartózkodott. A török parancsnoknak, Lala Sahin ruméliai pasának mindezek ellenére egy éjszakai rajtaütéssel sikerült pánikot keltenie az ellenség táborában. A szerb katonák fejvesztve menekültek el a helyszínéről. A törökök közben több ezer katonát lemészároltak és a menekülők közül több ezren belefulladtak a Marica folyóba. A csatában Vukašin Mrnjavčević és Uglješa Mrnjavčević szerb despoták is életüket vesztették.

## Következmények
A csata következtében Makedónia és több görög terület került török kézre. Mivel a csata szerb részről óriási emberveszteséggel járt, ezért képtelen volt megállítani az Oszmán Birodalom további terjeszkedését a Balkán-félszigeten. A csatavesztés pedig előre vetítette a Szerb Királyság bukását.

## Fordítás
- Ez a szócikk részben vagy egészben  a   Battle of Maritsa című angol Wikipédia-szócikk ezen változatának fordításán alapul.  Az eredeti cikk szerkesztőit annak laptörténete sorolja fel. Ez a jelzés csupán a megfogalmazás eredetét és a szerzői jogokat jelzi, nem szolgál a cikkben szereplő információk forrásmegjelöléseként.